# Joncels
Joncels [ ʒɔ̃.sɛl], en occitan Jaucèls [ d͡ʒaw.'sɛls], est une commune française située dans le nord du département de l'Hérault, en région Occitanie.
Exposée à un climat méditerranéen, elle est drainée par l'Orb, le Graveson, la Tès, le ruisseau d'Arnoye, le ruisseau de Lamalou, le ruisseau de Sourlan, le ruisseau de Tirounan et par divers autres petits cours d'eau. Incluse dans le parc naturel régional du Haut-Languedoc, la commune possède un patrimoine naturel remarquable composé de trois zones naturelles d'intérêt écologique, faunistique et floristique.
Joncels est une commune rurale qui compte 261 habitants en 2022, après avoir connu un pic de population de 784 habitants en 1851. Ses habitants sont appelés les Joncelois et Jonceloises.

## Géographie

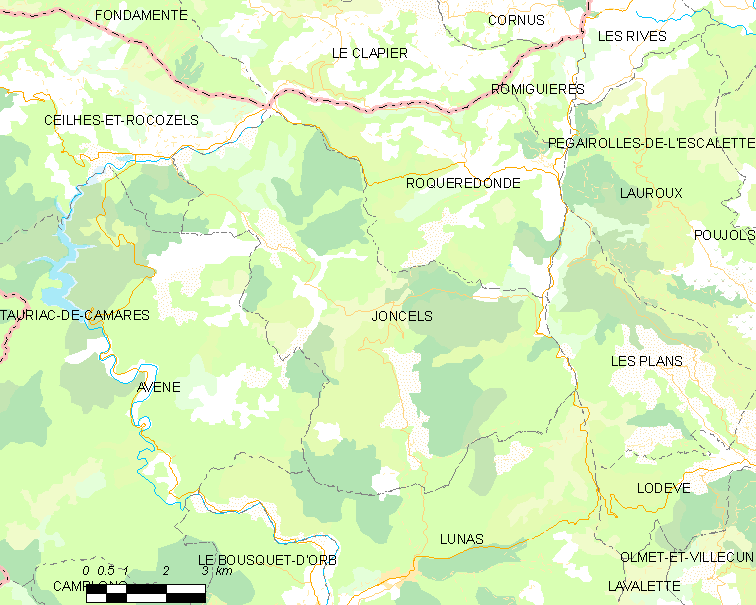
Carte

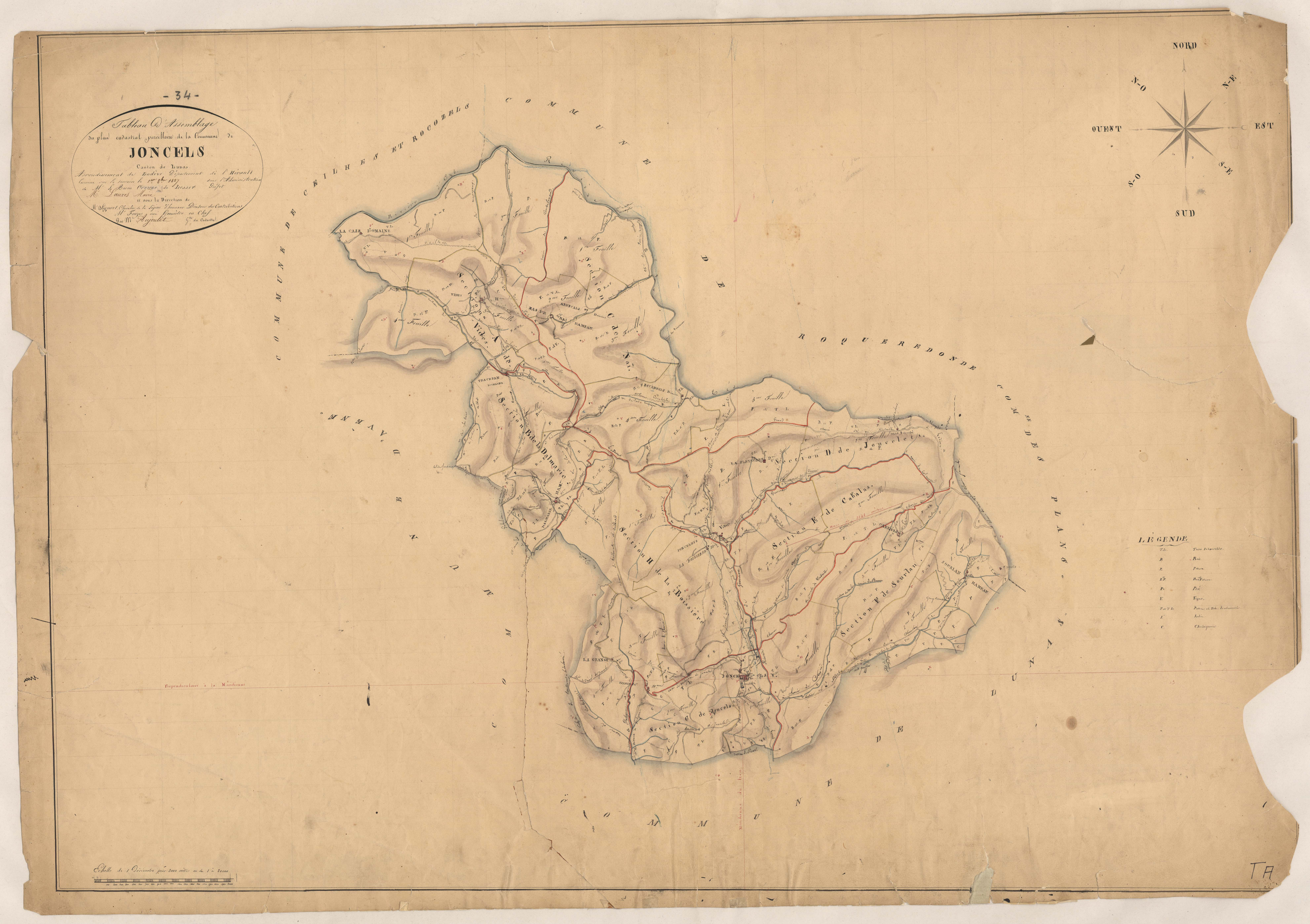
Cadastre napoléonien : tableau d'assemblage (1827).

### Communes limitrophes
| Ceilhes-et-Rocozels | Roqueredonde |           |
| Avène               | Joncels      | Les Plans |
|                     | Lunas        |           |

### Climat
Pour des articles plus généraux, voir Climat de l'Occitanie et Climat de l'Hérault.
En 2010, le climat de la commune est de type climat méditerranéen altéré, selon une étude s'appuyant sur une série de données couvrant la période 1971-2000. En 2020, Météo-France publie une typologie des climats de la France métropolitaine dans laquelle la commune est exposée à un climat méditerranéen et est dans une zone de transition entre les régions climatiques « Provence, Languedoc-Roussillon » et « Sud-est du Massif Central »0.
Pour la période 1971-2000, la température annuelle moyenne est de 12,7 °C, avec une amplitude thermique annuelle de 15,7 °C. Le cumul annuel moyen de précipitations est de 1 073 mm, avec 9 jours de précipitations en janvier et 3,4 jours en juillet. Pour la période 1991-2020, la température moyenne annuelle observée sur la station météorologique la plus proche, située sur la commune des Plans à 7 km à vol d'oiseau, est de 10,4 °C et le cumul annuel moyen de précipitations est de 1 540,9 mm,. Pour l'avenir, les paramètres climatiques de la commune estimés pour 2050 selon différents scénarios d’émission de gaz à effet de serre sont consultables sur un site dédié publié par Météo-France en novembre 2022.

### Milieux naturels et biodiversité

#### Espaces protégés
La protection réglementaire est le mode d’intervention le plus fort pour préserver des espaces naturels remarquables et leur biodiversité associée,.
Un  espace protégé est présent sur la commune : 
le parc naturel régional du Haut-Languedoc, créé en 1973 et d'une superficie de 307 184 ha, qui s'étend sur 118 communes et deux départements. Implanté de part et d’autre de la ligne de partage des eaux entre Océan Atlantique et mer Méditerranée, ce territoire est un véritable balcon dominant les plaines viticoles du Languedoc et les étendues céréalières du Lauragais,.

#### Zones naturelles d'intérêt écologique, faunistique et floristique
L’inventaire des zones naturelles d'intérêt écologique, faunistique et floristique (ZNIEFF) a pour objectif de réaliser une couverture des zones les plus intéressantes sur le plan écologique, essentiellement dans la perspective d’améliorer la connaissance du patrimoine naturel national et de fournir aux différents décideurs un outil d’aide à la prise en compte de l’environnement dans l’aménagement du territoire.
Une ZNIEFF de type 1 est recensée sur la commune :
les « pelouses de Po de Cambre » (231 ha) et deux ZNIEFF de type 2, : 
- le « massif de l'Escandorgue » (7 245 ha), couvrant 7 communes du département[14] ;
- les « Monts d'Orb » (13 437 ha), couvrant 6 communes du département[15].

Carte des ZNIEFF de type 1 et 2 à Joncels.
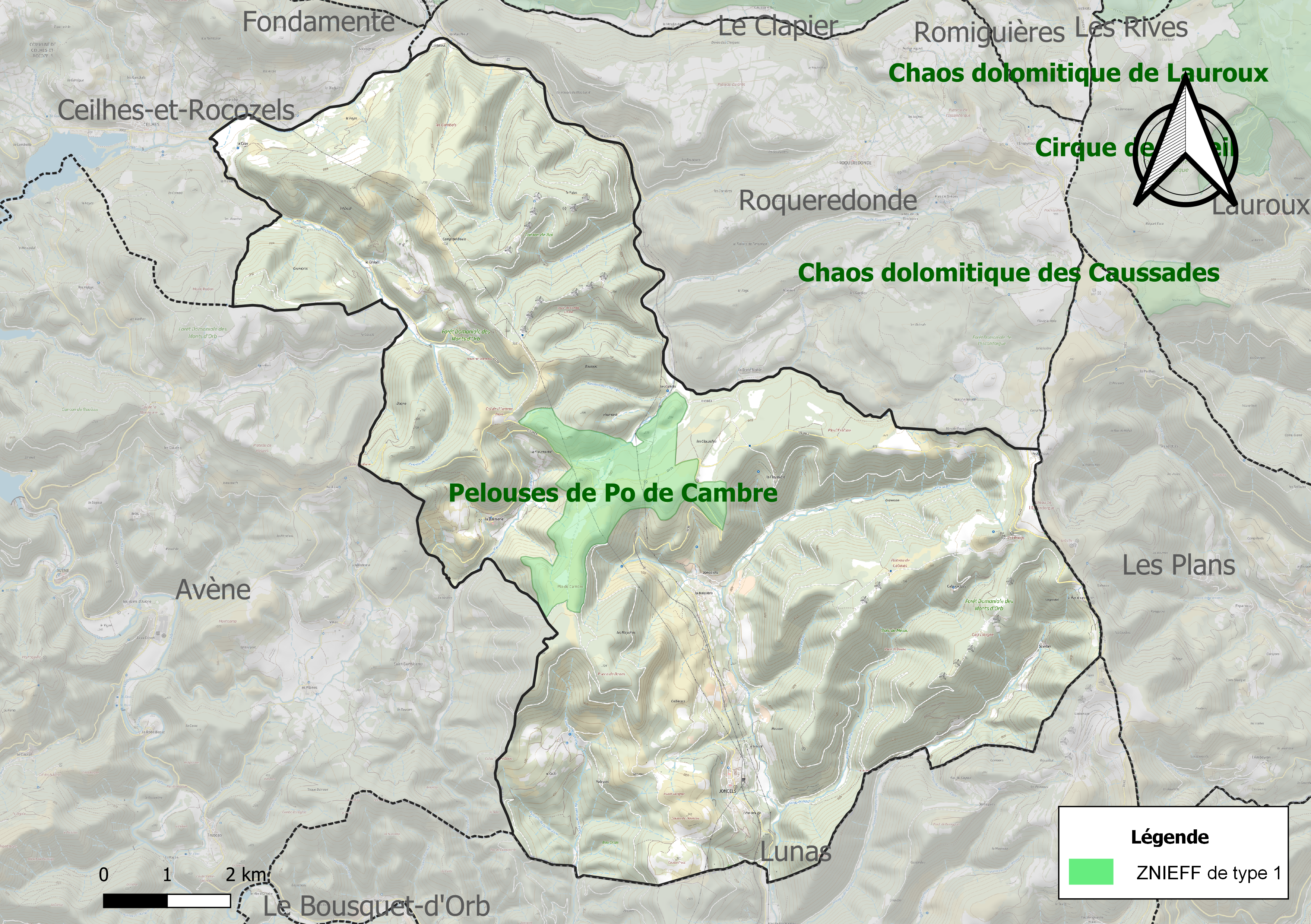
Carte de la ZNIEFF de type 1 sur la commune.
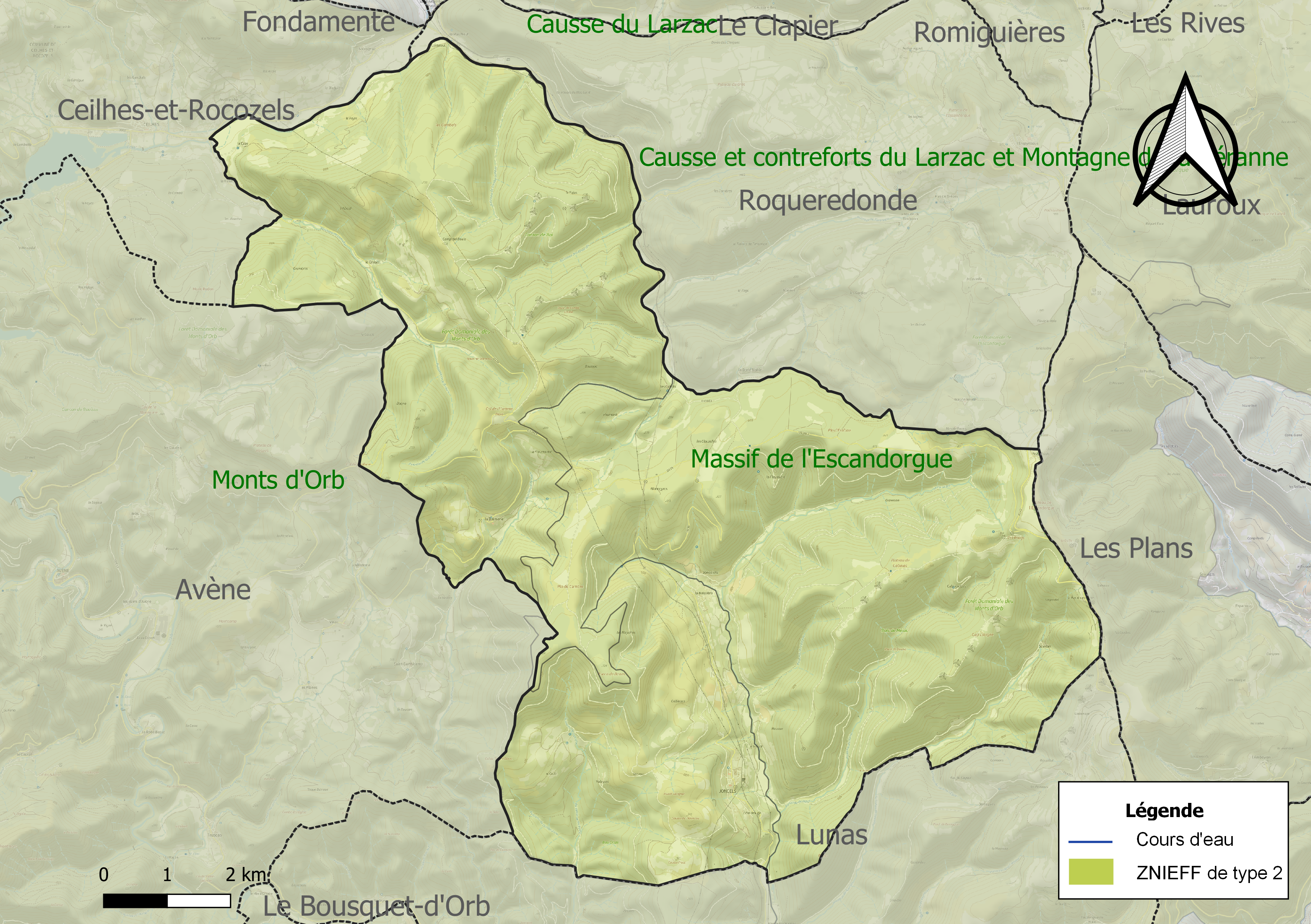
Carte des ZNIEFF de type 2 sur la commune.

## Urbanisme

### Typologie
Au 1er janvier 2024, Joncels est catégorisée commune rurale à habitat dispersé, selon la nouvelle grille communale de densité à sept niveaux définie par l'Insee en 2022.
Elle est située hors unité urbaine et hors attraction des villes,.

### Occupation des sols
L'occupation des sols de la commune, telle qu'elle ressort de la base de données européenne d’occupation biophysique des sols Corine Land Cover (CLC), est marquée par l'importance des forêts et milieux semi-naturels (86,8 % en 2018), en diminution par rapport à 1990 (88 %). La répartition détaillée en 2018 est la suivante : 
forêts (68 %), milieux à végétation arbustive et/ou herbacée (18,8 %), zones agricoles hétérogènes (8,9 %), prairies (4,3 %). L'évolution de l’occupation des sols de la commune et de ses infrastructures peut être observée sur les différentes représentations cartographiques du territoire : la carte de Cassini (XVIIIe siècle), la carte d'état-major (1820-1866) et les cartes ou photos aériennes de l'IGN pour la période actuelle (1950 à aujourd'hui).

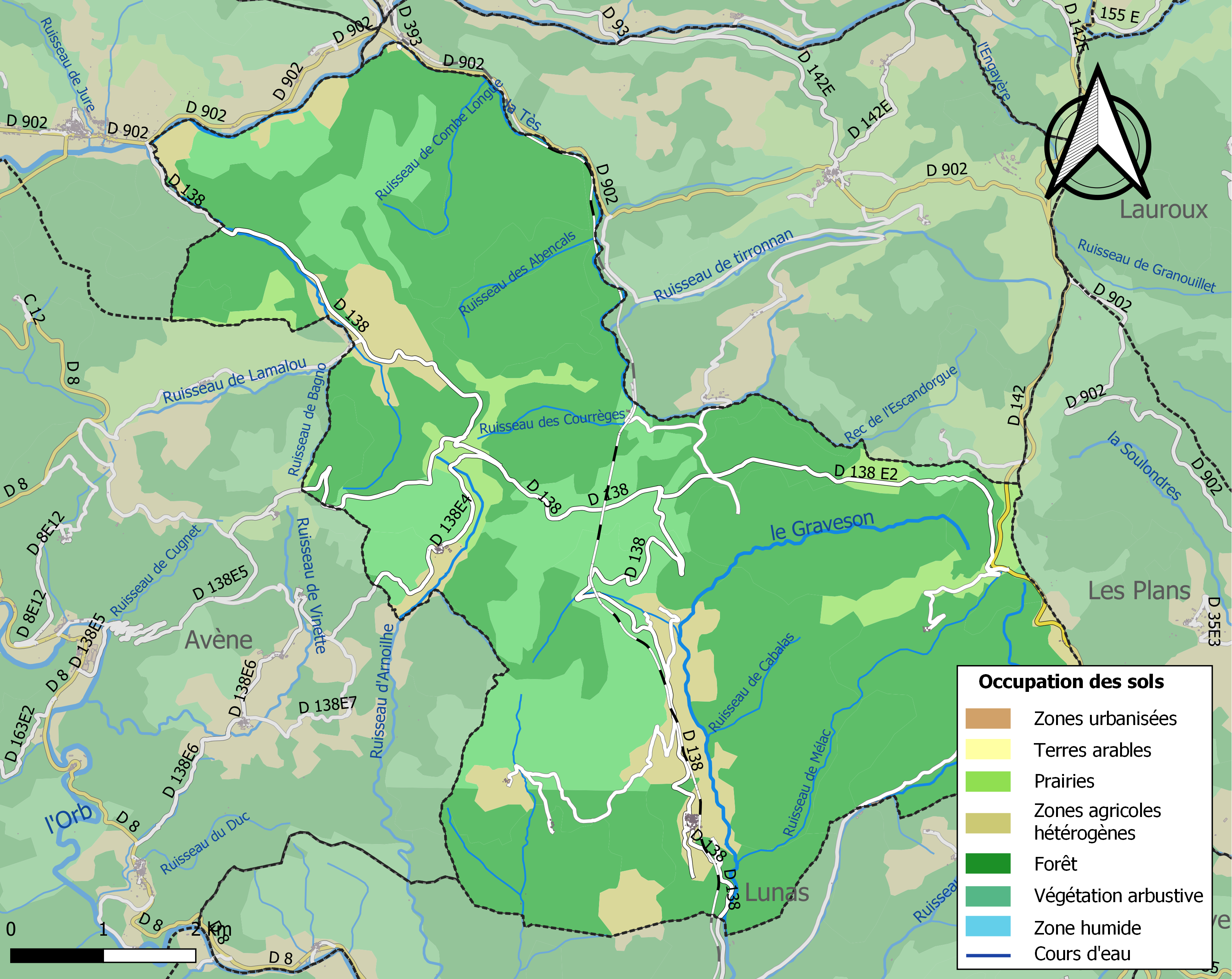
Carte des infrastructures et de l'occupation des sols de la commune en 2018 (CLC).

### Risques majeurs
Le territoire de la commune de Joncels est vulnérable à différents aléas naturels : météorologiques (tempête, orage, neige, grand froid, canicule ou sécheresse), inondations et séisme (sismicité très faible). Il est également exposé à deux risques particuliers : le risque minier et le risque de radon. Un site publié par le BRGM permet d'évaluer simplement et rapidement les risques d'un bien localisé soit par son adresse soit par le numéro de sa parcelle.

#### Risques naturels
Certaines parties du territoire communal sont susceptibles d’être affectées par le risque d’inondation par débordement de cours d'eau, notamment l'Orb et le Graveson. La commune a été reconnue en état de catastrophe naturelle au titre des dommages causés par les inondations et coulées de boue survenues en 1982, 1990, 1992, 1995, 1997, 2006 et 2014,.
Joncels est exposée au risque de feu de forêt du fait de la présence sur son territoire. Un plan départemental de protection des forêts contre les incendies (PDPFCI) a été approuvé en juin 2013 et court jusqu'en 2022, où il doit être renouvelé. Les mesures individuelles de prévention contre les incendies sont précisées par deux arrêtés préfectoraux et s’appliquent dans les zones exposées aux incendies de forêt et à moins de 200 mètres de celles-ci. L’arrêté du 25 avril 2002 réglemente l'emploi du feu en interdisant notamment d’apporter du feu, de fumer et de jeter des mégots de cigarette dans les espaces sensibles et sur les voies qui les traversent sous peine de sanctions. L'arrêté du 11 mars 2013 rend le débroussaillement obligatoire, incombant au propriétaire ou ayant droit,.

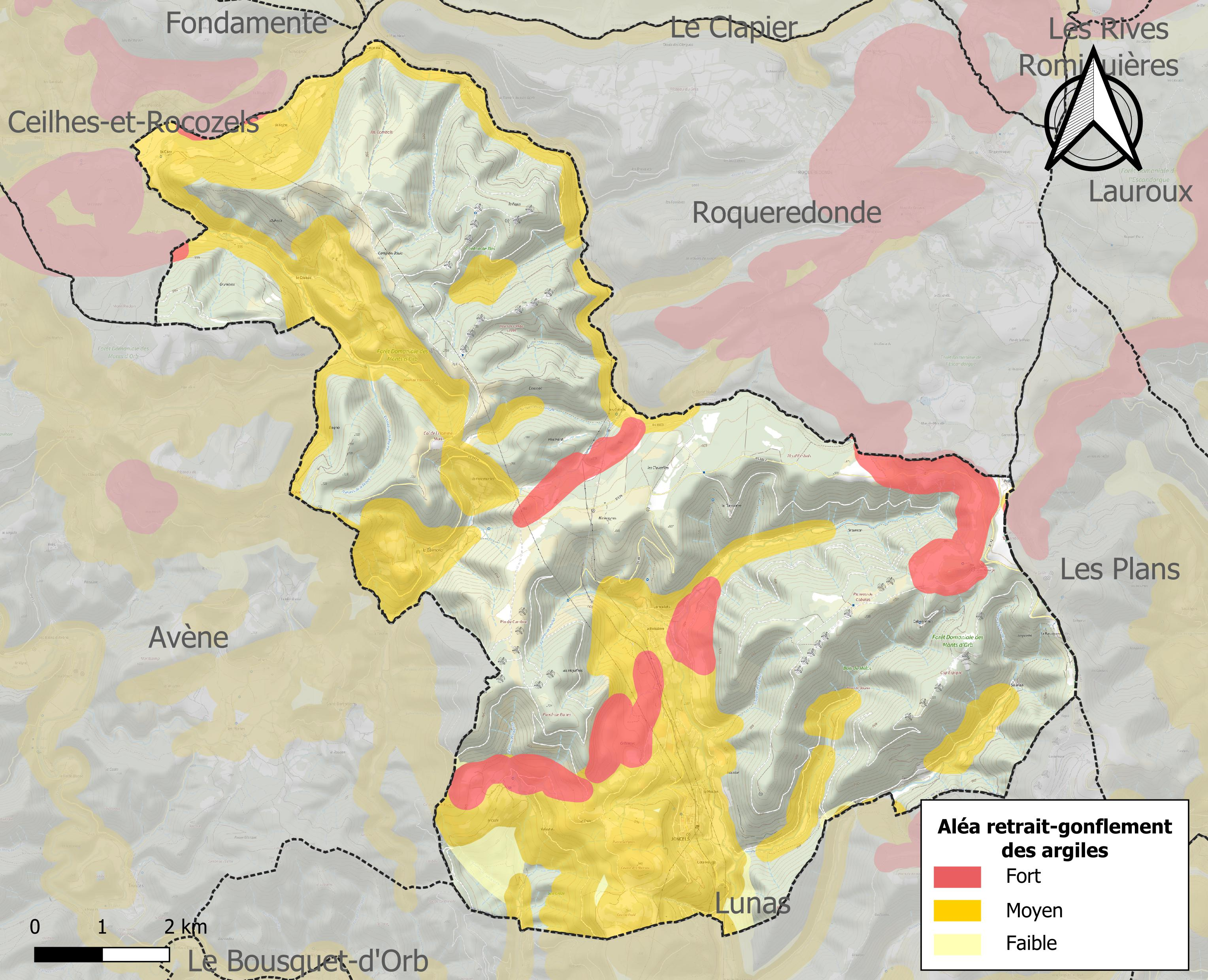
Carte des zones d'aléa retrait-gonflement des sols argileux de Joncels.

Le retrait-gonflement des sols argileux est susceptible d'engendrer des dommages importants aux bâtiments en cas d’alternance de périodes de sécheresse et de pluie. 37,9 % de la superficie communale est en aléa moyen ou fort (59,3 % au niveau départemental et 48,5 % au niveau national). Sur les 214 bâtiments dénombrés sur la commune en 2019, 203 sont en aléa moyen ou fort, soit 95 %, à comparer aux 85 % au niveau départemental et 54 % au niveau national. Une cartographie de l'exposition du territoire national au retrait gonflement des sols argileux est disponible sur le site du BRGM,.
Par ailleurs, afin de mieux appréhender le risque d’affaissement de terrain, l'inventaire national des cavités souterraines permet de localiser celles situées sur la commune.

#### Risque particulier
L’étude Scanning de Géodéris réalisée en 2008 a établi pour le département de l’Hérault une identification rapide des zones de risques miniers liés à l’instabilité des terrains. Elle a été complétée en 2015 par une étude approfondie sur les anciennes exploitations minières du bassin houiller de Graissessac et du district polymétallique de Villecelle. La commune est ainsi concernée par le risque minier, principalement lié à l’évolution des cavités souterraines laissées à l’abandon et sans entretien après l’exploitation des mines.
Dans plusieurs parties du territoire national, le radon, accumulé dans certains logements ou autres locaux, peut constituer une source significative d’exposition de la population aux rayonnements ionisants. Certaines communes du département sont concernées par le risque radon à un niveau plus ou moins élevé. Selon la classification de 2018, la commune de Joncels est classée en zone 3, à savoir zone à potentiel radon significatif.

## Toponymie
La commune a été connue sous les variantes : abbas S. Petri Juncellencis monasterii (817), ex monasterio Juncellensi (909), S. Petri Joncellos (961), monachos de Joncellos (978), vinas de Joncels (1059), Juncellenses (1122), monasterium S. Petri de Juncellis (1216), vicarius de Jussellis, abbas Jusellensis (1323), abbe de Jaucelz (1571), Jaucelz (1626), Jaussels (1759), Joncels (1770).
Dans la commune, on trouve le hameau de Joncelets. Il s'agit d'un dérivé.
Le nom dérive du latin juncum, + suffixe diminutif ellum > el = petit jonc.

## Histoire
Le 28 mai 1321, Guillaume Frédol, évêque de Béziers, promulgue à la demande du pape Jean XXII des statuts de réformation, visant tant l'abbé que les moines de l'abbaye de Joncels, pour remédier aux désordres qui s'étaient introduits dans l'abbaye.

## Politique et administration
| Période                                  | Période  | Identité      | Étiquette | Qualité                                                   |
| ---------------------------------------- | -------- | ------------- | --------- | --------------------------------------------------------- |
| 1947                                     | 1965     | Louis Sagnes  |           |                                                           |
| 1965                                     | 1978     | Marcel Azémar |           |                                                           |
| 1978                                     | En cours | Rémy Paillès  | DVG       | Retraité de l'enseignement Conseiller général (1999-2015) |
| Les données manquantes sont à compléter. |          |               |           |                                                           |

## Démographie
L'évolution du nombre d'habitants est connue à travers les recensements de la population effectués dans la commune depuis 1793. Pour les communes de moins de 10 000 habitants, une enquête de recensement portant sur toute la population est réalisée tous les cinq ans, les populations de référence des années intermédiaires étant quant à elles estimées par interpolation ou extrapolation. Pour la commune, le premier recensement exhaustif entrant dans le cadre du nouveau dispositif a été réalisé en 2005.

En 2022, la commune comptait 261 habitants, en évolution de −16,35 % par rapport à 2016 (Hérault : +7,49 %, France hors Mayotte : +2,11 %).
| 1793 | 1800 | 1806 | 1821 | 1831 | 1836 | 1841 | 1846 | 1851 |
| ---- | ---- | ---- | ---- | ---- | ---- | ---- | ---- | ---- |
| 708  | 673  | 602  | 648  | 701  | 721  | 757  | 734  | 784  |

| 1856 | 1861 | 1866 | 1872 | 1876 | 1881 | 1886 | 1891 | 1896 |
| ---- | ---- | ---- | ---- | ---- | ---- | ---- | ---- | ---- |
| 735  | 673  | 647  | 654  | 603  | 541  | 571  | 508  | 502  |

| 1901 | 1906 | 1911 | 1921 | 1926 | 1931 | 1936 | 1946 | 1954 |
| ---- | ---- | ---- | ---- | ---- | ---- | ---- | ---- | ---- |
| 429  | 439  | 392  | 303  | 328  | 295  | 287  | 306  | 300  |

| 1962 | 1968 | 1975 | 1982 | 1990 | 1999 | 2005 | 2006 | 2010 |
| ---- | ---- | ---- | ---- | ---- | ---- | ---- | ---- | ---- |
| 247  | 222  | 198  | 203  | 222  | 227  | 257  | 261  | 294  |

| 2015 | 2020 | 2022 | - | - | - | - | - | - |
| ---- | ---- | ---- | - | - | - | - | - | - |
| 311  | 271  | 261  | - | - | - | - | - | - |

## Économie

### Revenus
En 2018, la commune compte 135 ménages fiscaux, regroupant 270 personnes. La médiane du revenu disponible par unité de consommation est de 18 720 € (20 330 € dans le département).

### Emploi
|                | 2008   | 2013   | 2018   |
| -------------- | ------ | ------ | ------ |
| Commune        | 12,6 % | 10,2 % | 15,1 % |
| Département    | 10,1 % | 11,9 % | 12 %   |
| France entière | 8,3 %  | 10 %   | 10 %   |

En 2018, la population âgée de 15 à 64 ans s'élève à 166 personnes, parmi lesquelles on compte 71,5 % d'actifs (56,3 % ayant un emploi et 15,1 % de chômeurs) et 28,5 % d'inactifs,. Depuis 2008, le taux de chômage communal (au sens du recensement) des 15-64 ans est supérieur à celui de la France et du département.
La commune est hors attraction des villes,. Elle compte 176 emplois en 2018, contre 447 en 2013 et 503 en 2008. Le nombre d'actifs ayant un emploi résidant dans la commune est de 96, soit un indicateur de concentration d'emploi de 183,6 % et un taux d'activité parmi les 15 ans ou plus de 44,9 %.
Sur ces 96 actifs de 15 ans ou plus ayant un emploi, 32 travaillent dans la commune, soit 34 % des habitants. Pour se rendre au travail, 78,7 % des habitants utilisent un véhicule personnel ou de fonction à quatre roues, 2,3 % les transports en commun, 4,5 % s'y rendent en deux-roues, à vélo ou à pied et 14,4 % n'ont pas besoin de transport (travail au domicile).

### Activités hors agriculture
27 établissements sont implantés  à Joncels au 31 décembre 2019.
Le secteur de l'industrie manufacturière, des industries extractives et autres est prépondérant sur la commune puisqu'il représente 59,3 % du nombre total d'établissements de la commune (16 sur les 27 entreprises implantées  à Joncels), contre 6,7 % au niveau départemental.

### Agriculture
La commune est dans le « Soubergues », une petite région agricole occupant le nord-est du département de l'Hérault. En 2020, l'orientation technico-économique de l'agriculture  sur la commune est la polyculture et/ou le polyélevage.
|               | 1988 | 2000 | 2010 | 2020 |
| ------------- | ---- | ---- | ---- | ---- |
| Exploitations | 30   | 16   | 7    | 12   |
| SAU (ha)      | 700  | 925  | 735  | 896  |

Le nombre d'exploitations agricoles en activité et ayant leur siège dans la commune est passé de 30 lors du recensement agricole de 1988  à 16 en 2000 puis à 7 en 2010 et enfin à 12 en 2020, soit une baisse de 60 % en 32 ans. Le même mouvement est observé à l'échelle du département qui a perdu pendant cette période 67 % de ses exploitations,. La surface agricole utilisée sur la commune a quant à elle augmenté, passant de 700 ha en 1988 à 896 ha en 2020. Parallèlement la surface agricole utilisée moyenne par exploitation a augmenté, passant de 23 à 75 ha.

## Culture locale et patrimoine

### Lieux et monuments
- Ancienne abbaye bénédictine Saint-Pierre-aux-Liens. Elle aurait été fondée au VIIe siècle et connut son apogée au XIIe siècle. À  partir du XIVe siècle elle perd progressivement son indépendance et ses richesses, tombe en ruine, dévastée par les guerres de religion. À la Révolution française les bâtiments sont démantelés et vendus à des particuliers. Le cloître fut remanié en place centrale. L'Église paroissiale (ancienne église abbatiale) et le cloître ont été inscrits au titre des monuments historiques en 1988[36] ;
- La villa Issiates : maison aux bois sculptés[37] ;
- Gare de Joncels (ancienne gare ferroviaire de la commune) ;
- Le monastère orthodoxe Saint-Nicolas de La Dalmerie (Patriarcat de Constantinople)[38].

### Héraldique
|  | Les armoiries de Joncels se blasonnent ainsi : De sinople, au pairle losangé d'or et de sinople. |

## Galerie

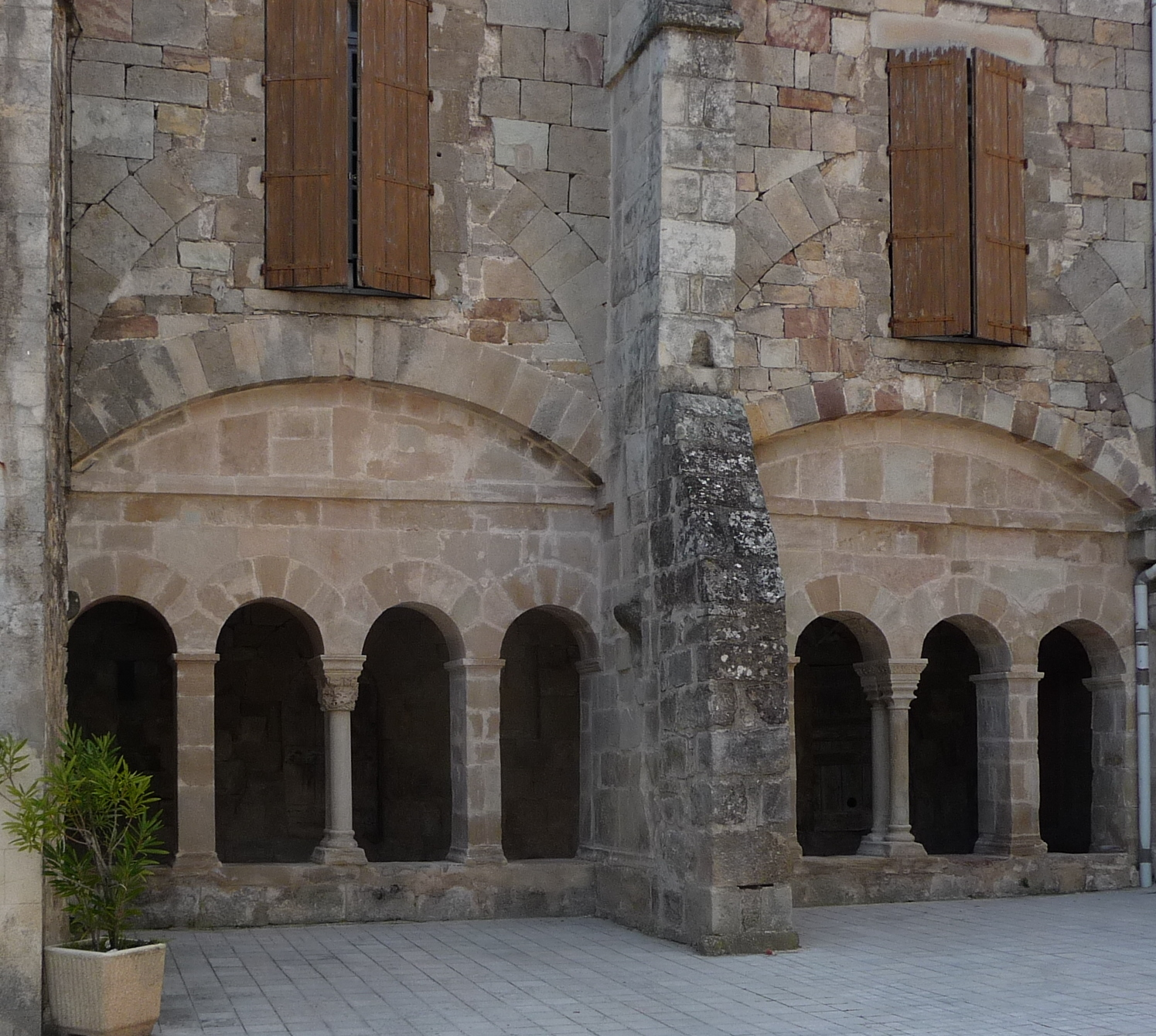
Partie de l'ancien cloître.
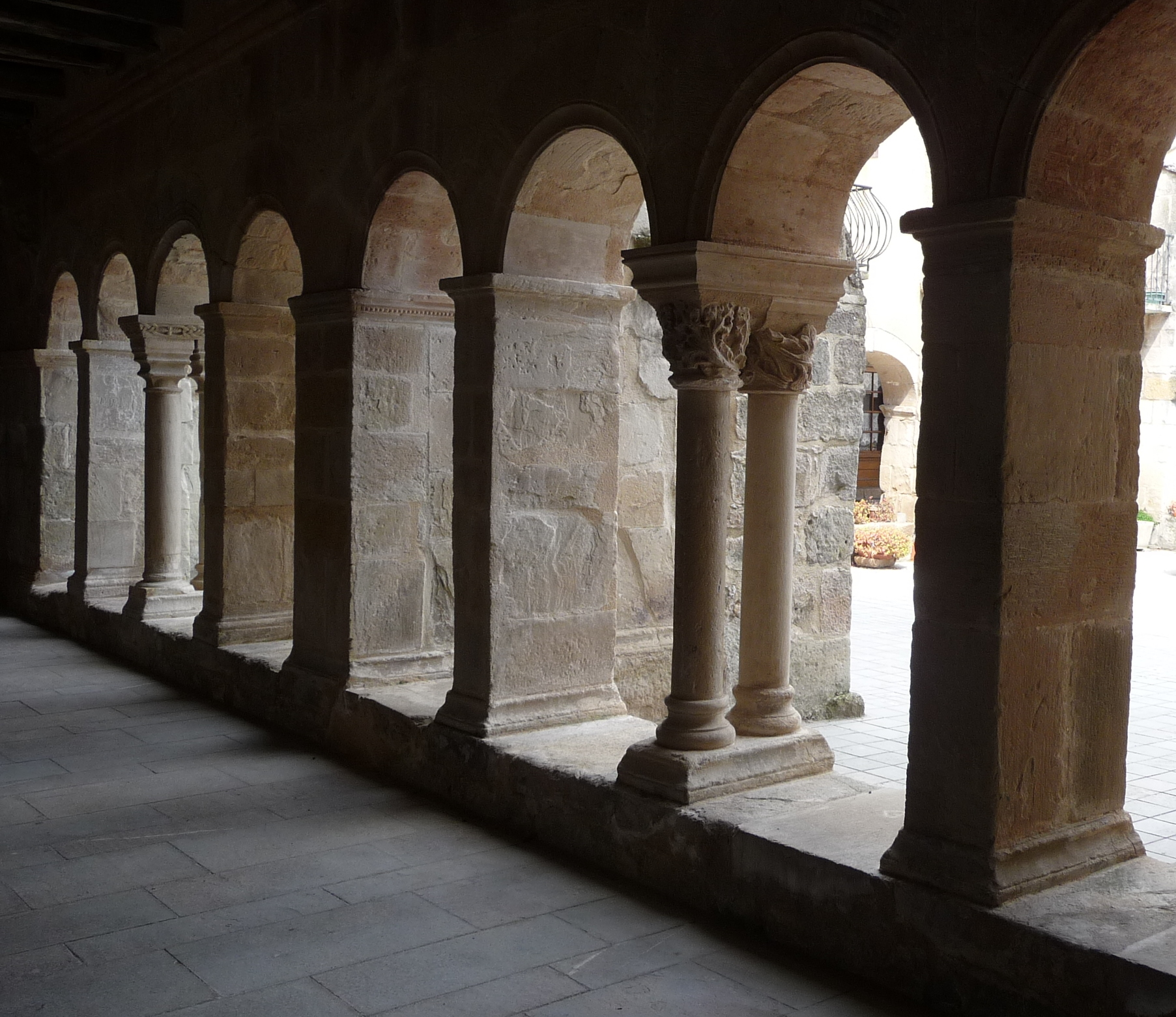
Galerie nord XVIIIe siècle, arches surbaissées.
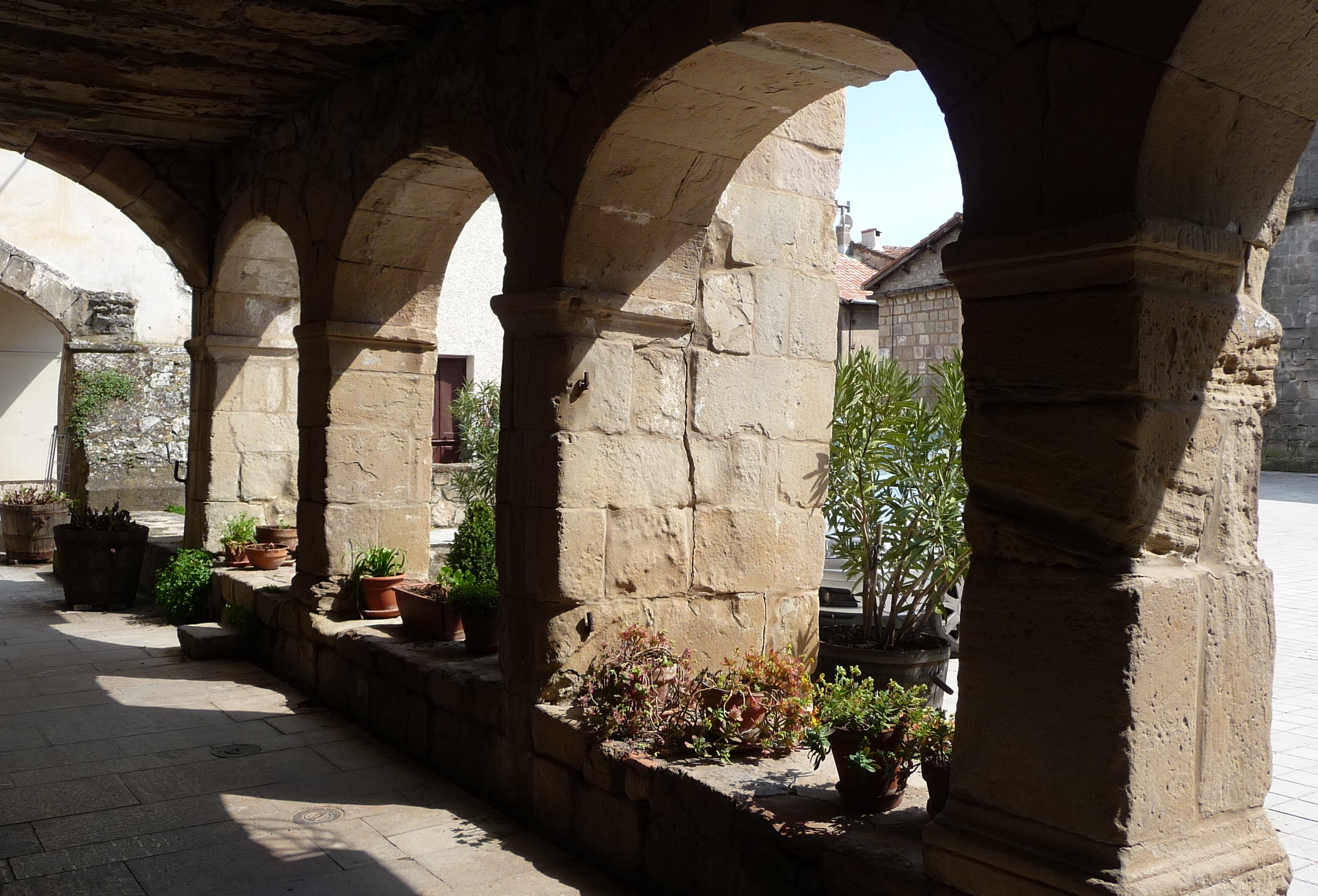
Chapiteaux ornementés d'entrelac et colonnes géminées.
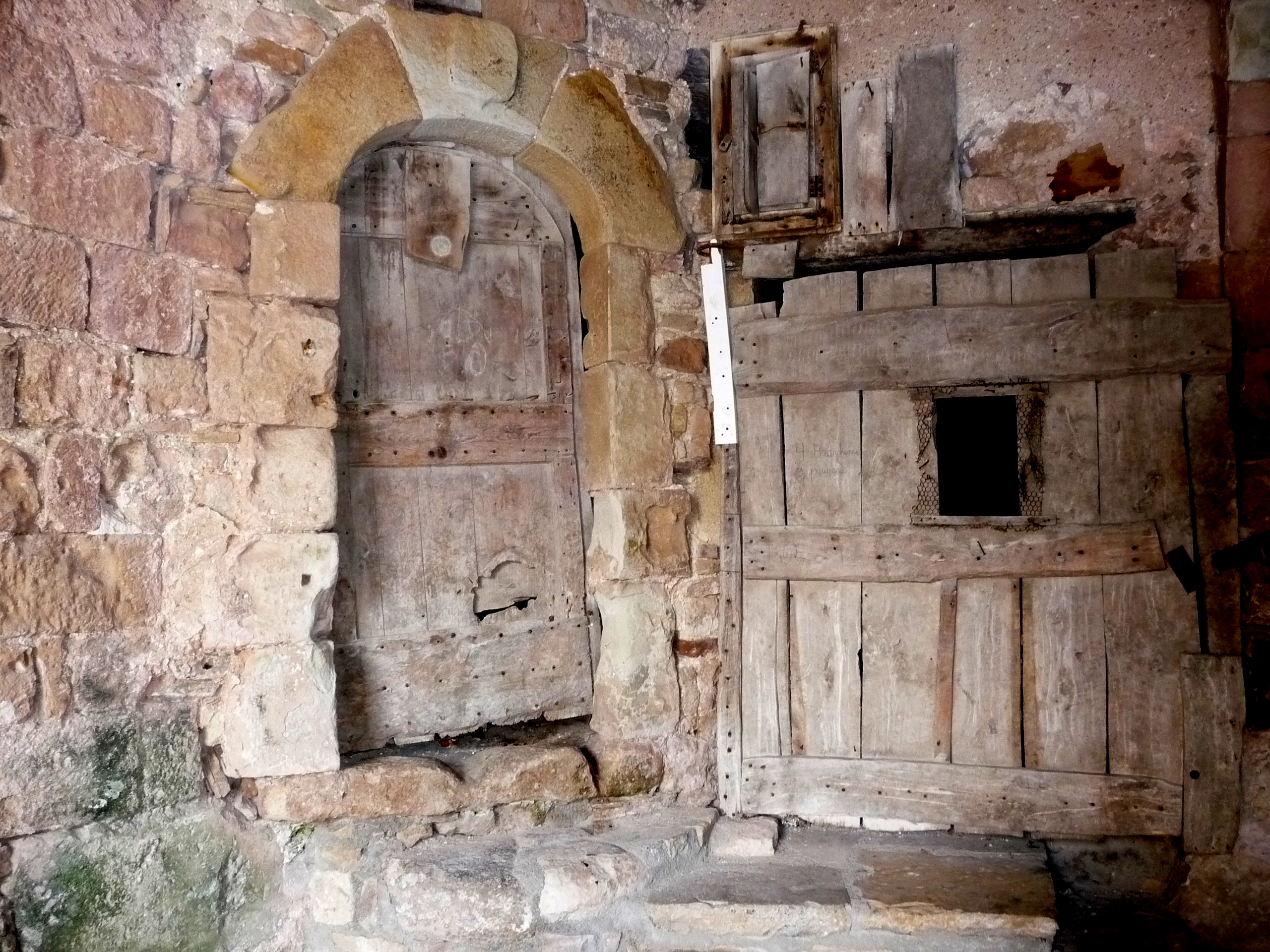
Porte ancienne.